# 昌道駅
昌道駅（チャンドえき、창도역）は、現在の朝鮮民主主義人民共和国江原道金化郡に存在した金剛山電気鉄道の駅（廃駅）である。

## 歴史
- 1927年9月1日：開業[1]。
- 1944年10月1日：当駅 - 内金剛駅間が廃止。
- 1950年：朝鮮戦争により廃止。